# Navan
Navan (irl. An Uaimh) – największe miasto i stolica hrabstwa Meath w Irlandii. Miasto położone jest 50 kilometrów na północny zachód od Dublina, przy ujściu rzeki Blackwater do Boyne, ok. 10 km od historycznego miejsca Hill of Tara (wzgórza Tara) oraz ok. 20 km od Brú na Bóinne (z neolitycznymi monumentami Newgrange, Knowth i Dowth). Miasto przyjęło angielską nazwę Navan w 1971 roku po zmianach w ustawodawstwie krajowym.

## Miasta partnerskie
- Bobbio, Włochy
- Sandanski, Bułgaria